# Abu-Ishaq Ibrahim ibn Àhmad
Abu-Ishaq Ibrahim (II) ibn Àhmad (àrab: أبو إسحاق إبراهيم بن أحمد, Abu Isḥāq Ibrāhīm ibn Aḥmad) (al-Abbassiyya, 27 de juny del 850 - Cosenza, 23 d'octubre de 902) fou emir aglàbida d'Ifríqiya (875-902), i durant el govern, l'emirat va conèixer l'apogeu i el declivi.
El 16 de gener del 875 a la mort del seu germà Abu-l-Gharaniq Muhàmmad (II), la successió corresponia al fill del difunt, Abu-Iqal ibn Muhàmmad, però el poble va aclamar a Abu-Ishaq Ibrahim a qui únicament corresponia la regència. Una de les seves primeres mesures, encertada, fou la retirada de les fraccions monetaries (kita) que havien envaït el mercat, tot i que la mesura amenaçava de provocar disturbis, que de fet es van produir amb un incident greu a Kairuan, en el qual va evitar la sang però mantenint la seva decisió.
Va seguir intervenint a Sicília en 877 aprofitant una guerra civil entre oficials romans d'Orient. El 878 va conquerir Siracusa a Sicília. Sembla que a causa d'una malaltia mental el seu caràcter va canviar progressivament i va esdevenir un dèspota que cometia tota mena de crueltats i abusos. Els primers que es van revoltar contra els seus crims foren els amazics del Zab (268 de l'hègira = 881-882), però el 883 havien estat derrotat i van ser durament reprimits, i a les seves files es van produir milers de víctimes. El 893 foren els principals senyors feudals els que es van revoltar, contra els desitjos de l'emir d'un servei incondicional; el moviment va esclatar a la fortalesa de Balazma, que defensava el massís dels Kutama; per por d'una revolta similar a la del jund sota Ziyàdat-Al·lah I (817-838) Ibrahim II va entrar en pànic, però finalment va poder controlar la revolta molt fàcilment, ja que els rebels ni tan sols van provar d'unir-se. El 896-897 es van revoltar els amazics Nafusa que foren delmats. Després va fer executar de manera horrible al seu cosí, que era governador de Trípoli de Líbia, i va amenaçar d'envair Egipte en revenja per la invasió tulúnida de vers el 880, però finalment va retornar cap a Tunis.
Va abdicar en favor del seu fill Abu-l-Abbàs Abd-Al·lah (II) ibn Ibrahim el 18 d'octubre del 902, el qual era a Sicília i fou cridat a Ifríqiya. Ibrahim II, vestit a la manera dels ascetes penedits i rodejat dels ahl al-basair, va anar a combatre a Itàlia del sud (on la seva arribada va provocar el pànic) amenaçant d'anar a conquerir l'Imperi Romà d'Orient via Roma; però tot seguit va buscar el martiri als murs de Cosenza on efectivament va morir el 23 d'octubre del 902.